# Blepharita chardinyi
Blepharita chardinyi là một loài bướm đêm trong họ Noctuidae.